# Ане Якобс
Ане Якобс (на немски: Anne Jacobs) е най-популярният псевдоним на германската писателка Хилке Селник (на немски: Hilke Sellnick), авторка на произведения в жанра социална драма и исторически любовен роман. Пише и под псевдонимите Нора Брамс (Nora Brahms), Патриция Амбър (Patricia Amber), Катрин дю Парк (Catherine du Parc), Меган Макфадън (Megan MacFadden), Хилке Мюлер (Hilke Müller), Лея Бах (Leah Bach) и Мари Ламбал (Marie Lamballe).

## Биография и творчество
Хилке Селник е родена през 1950 г. в Долна Саксония, Германия. Баща ѝ е драматургът Курт Селник. Живее в Хановер в продължение на 15 години и по-късно се премества със семейството си в Идщайн. Първоначално следва музика, руски и френски език; известно време преподава като гимназиална учителка и работи в книжарница. После се посвещава на семейството и на двете си деца и започва да пише, първоначално разкази за списания, после романи. Публикува под различни псевдоними в началото на писателската си кариера.
Първата ѝ успешна поредица е „Африка“, която публикува под псевдонима Лея Бах. Тя е история за 22-годишната Шарлот Хармсен, която след неуспешен брак и семеен фалит тръгва да търси нов живот в сянката на планината Килиманджаро.
Постига голям успех под псевдонима Ане Якобс с поредицата си „Тъкачната вила“, чието действие се развива в първите години на 20-ти век на фона на световните събития. Първият роман „Тъкачната вила“ е издаден през 2014 г. В историята, през есента на 1913 г. в Аугсбург, бедната девойка Мари Хофгартнер постъпва на работа като кухненска помощница в огромната тъкачна вила на индустриалеца Мелцер. След време към нея се привързва малката му дъщеря Катарина, а и синът му Паул, наследникът на Мелцер, с което съдбата на семейството приема нова насока. Следващите пет романа продължават сагата в годините на Първата световна война, Голямата депресия, настъпването на нацизма.
Тя е автор и на успешната поредица „Имението“. Постига също успех и с поредиците си „Кафе „Ангел“ и „Ателието на розите“, които издава под псевдонима Мари Ламбал.
Хилке Селник живее със семейството си в Идщайн в Таунус.

## Произведения

### Самостоятелни романи
- Hexen, Heuchler, Herzensbrecher (1999) – като Нора Брамс
- Kosakensklavin, (2007) – като Патриция Амбър[5]
- Die Sklavin des Wikingers (2008) – като Хилке Селник
- Die Liebe donis Kosaken (2009) – като Катрин дю Парк
- Gesang der Dämmerung (2013) – като Меган Макфадън
- Die Tochter des Gerbers (2013) – като Хилке Мюлер
- Der Leuchtturm auf den Klippen (2016) – като Мари Ламбал
- Der Hortensiengarten (2017) – като Мари Ламбал
- Das tiefe Blau des Meeres (2020) – като Мари Ламбал
- Der Dorfladen (2023)

### Поредица „Африка“ (Die Afrika) – като Лея Бах
1. Der Himmel über dem Kilimandscharo (2012) – издадена и като Liefde op de savanne[1][5]
2. Sanfter Mond über Usambara (2012)
3. Insel der tausend Sterne (2014)

### Поредица „Тъкачната вила“ (Die Tuchvilla)
1. Die Tuchvilla (2014)[1][5]
Тъкачната вила, изд.: „Лемур букс“, София (2021), прев. Владимира Старирадева
2. Die Töchter der Tuchvilla (2015)
Дъщерите на Тъкачната вила, изд.: „Лемур букс“, София (2022), прев. Владимира Старирадева
3. Das Erbe der Tuchvilla (2019)
Наследството на Тъкачната вила, изд.: „Лемур букс“, София (2023), прев. Владимира Старирадева
4. Rückkehr in die Tuchvilla (2020)
Завръщане в Тъкачната вила, изд.: „Лемур букс“, София (2023), прев. Владимира Старирадева
5. Sturm über der Tuchvilla (2021)
Буря над Тъкачната вила, изд. „Лемур букс“ (2024), прев. Светлана Старирадева
6. Wiedersehen in der Tuchvilla (2022)

### Поредица „Имението“ (Die Gutshaus)
1. Glanzvolle Zeiten (2020)[1][5]
2. Stürmische Zeiten (2020)
3. Zeit des Aufbruchs (2021)

### Поредица „Кафе „Ангел“ (Café Engel) – като Мари Ламбал
Сага за семейство Висбаден и тяхното традиционно кафене
1. Eine neue Zeit (2019)[1]
2. Schicksalhafte Jahre (2019)
3. Töchter der Hoffnung (2020)
4. Ein frischer Wind ()

### Поредица „Ателието на розите“ (Atelier Rosen) – като Мари Ламбал
1. Het hoedenatelier (2021)[1]
2. Träume einer neuen Zeit (2022)